# مران شعيري
المُران الشعيري (باللاتينية: Fraxinus lanuginosa) نوع نباتي ينتمي إلى جنس المُران من الفصيلة الزيتونية.
موطنه جزيرة هوكايدو في اليابان.